# پرویز خطیبی
پرویز خطیبی (زاده ۲۷ اردیبهشت ۱۳۰۲ – درگذشته ۱ مرداد ۱۳۷۲) روزنامه‌نگار، طنزنویس، ترانه‌ساز، شاعر شعرهای طنزآمیز و از نخستین فیلم‌سازان ایران بود.

## زندگی

### تولد
خطیبی در تهران به دنیا آمد و نوه دختری میرزا رضای کرمانی بود. مادرش اهل رفسنجان و پدرش اهل شهرستان نور بود.

### فعالیت‌های هنری
از نوجوانی شعرهایش را در نشریات تهران منتشر کرد. مدتی با روزنامه توفیق همکاری داشت و مدتی نیز سردبیر آن بود.
در دهه ۱۳۲۰ گروه تئاتری «هنر» را تشکیل داد و چند نمایشنامه را روی صحنه برد. در همان سال‌ها از نویسندگان پیش‌پرده بود.
در ۱۳۲۸ به رادیو تهران رفت و سال‌ها در آنجا برنامه‌ها و نمایشنامه‌های رادیویی طنز و فکاهی می‌نوشت. در همان سال نخستین فیلم خود به‌نام واریتهٔ بهاری را ساخت. خطیبی چند ترانه نیز ساخت که از آن میان ترانه «بردی از یادم» با صدای دلکش موفقیت بسیار یافت.
وی پس از انقلاب ایران به آمریکا مهاجرت کرد. مدتی در نیویورک و سپس در لس‌آنجلس زندگی کرد و چند نمایشنامه را روی صحنه برد.

## روزنامه‌نگاری
پرویز خطیبی در آغاز فعالیت‌های مطبوعاتی نشریات بهرام، علی بابا و حاجی بابا را منتشر کرد که به خاطر انتقادهای سیاسی بارها توقیف و سرانجام برای همیشه تعطیل شدند. نشریه «حاجی بابا» که از سال ۱۳۲۸ تا کودتای ۲۸ مرداد ۱۳۳۲ با سرپرستی خطیبی منتشر می‌شد، از پرطرفدارترین نشریات فکاهی سیاسی زمان خود بود.

### ترانه‌سرایی
1. بردی از یادم: ویگن و دلکش با آهنگی از مصطفی گرگین‌زاده
2. افسانه زندگی :کوروس سرهنگ زاده با آهنگی از حبیب‌الله بدیعی
3. عاشق شیدا من: مرضیه با آهنگی از علی تجویدی[۵]

### درگذشت
پرویز خطیبی در مرداد ۱۳۷۲ در سن ۷۱ سالگی به‌علت ایست قلبی در بیمارستان سیدارسینای لس‌آنجلس درگذشت.

## فیلم‌شناسی

### کارگردان
1. کمربند زرین (۱۳۴۹)
2. تهران می‌رقصد (۱۳۴۸)
3. جنجال پول (۱۳۴۷)
4. گربه وحشی (۱۳۴۱)
5. انسان پرنده (۱۳۴۰)
6. دختر همسایه (۱۳۴۰)
7. دشمن زن (۱۳۳۷)
8. نردبان ترقی (۱۳۳۶)
9. خانه شیاطین (۱۳۳۴)
10. قیام پیشه‌وری (۱۳۳۳)
11. کینه (۱۳۳۳)
12. محکوم به ازدواج (۱۳۳۳)
13. نقلعلی (۱۳۳۳)
14. حاکم یک‌روزه (۱۳۳۱)
15. زنده باد خاله (۱۳۳۱)
16. عمر دوباره (۱۳۳۱)
17. دستکش سفید (۱۳۳۰)
18. واریته بهاری (۱۳۲۸)

### نویسنده
1. شادی‌های زندگی (۱۳۵۵)
2. دختر نگو، بلا بگو (۱۳۵۴)
3. اوستا کریم نوکرتیم (۱۳۵۳)
4. بزن بریم دزدی (۱۳۵۳)
5. خوشگلا عوضی گرفتین (۱۳۵۳)
6. مرغ همسایه (۱۳۵۳)
7. مرغ تخم‌طلا (۱۳۵۱)
8. ماه پیشونی (۱۳۵۰)
9. کمربند زرین (۱۳۴۹)
10. تهران می‌رقصد (۱۳۴۸)
11. جنجال پول (۱۳۴۷)
12. گربه وحشی (۱۳۴۱)
13. انسان پرنده (۱۳۴۰)
14. دختر همسایه (۱۳۴۰)
15. دشمن زن (۱۳۳۷)
16. نردبان ترقی (۱۳۳۶)
17. خانه شیاطین (۱۳۳۴)
18. قیام پیشه‌وری (۱۳۳۳)
19. کینه (۱۳۳۳)
20. محکوم به ازدواج (۱۳۳۳)
21. حاکم یک‌روزه (۱۳۳۱)
22. زنده باد خاله (۱۳۳۱)
23. عمر دوباره (۱۳۳۱)
24. دستکش سفید (۱۳۳۰)
25. واریته بهاری (۱۳۲۸)

### تهیه‌کننده
1. نردبان ترقی (۱۳۳۶)
2. خانه شیاطین (۱۳۳۴)
3. قیام پیشه‌وری (۱۳۳۳)
4. کینه (۱۳۳۳)
5. محکوم به ازدواج (۱۳۳۳)
6. زنده باد خاله (۱۳۳۱)